# 中华图书特殊贡献奖
中华图书特殊贡献奖，是中华人民共和国新闻出版总署2005年设立的一个奖项，会定期选择在北京国际图书博览会上颁发。该奖项旨在对中国文学创作、翻译、出版有特殊贡献的作家、翻译家以及出版家进行表扬。

## 历史
- 2005年在第十二届北京国际图书博览会上首次设立
- 2007年改为只限定非中国国籍的外国人以及海外侨胞且两年举行一次。
- 2011年起又改为年度奖项，并颁发奖金五万元人民币
- 2015年首次增设中华图书特殊贡献奖青年成就奖

## 历届得主

### 2005年
李治华
友丰出版社
潘立辉
阿兰·罗布·格里耶
吴彩琼
余华
唐家龙
安博兰

### 2006年
季塔连科·米哈依尔·列昂季耶维奇
齐赫文斯基·谢尔盖·列昂尼多维奇
卢基扬诺夫·阿纳托利·叶夫盖尼耶维奇
托洛普采夫·谢尔盖·阿尔卡基耶维奇
瓦斯克列谢斯基·德米特里·尼古拉耶维奇
阿尼凯耶娃·斯维特兰娜·米哈依洛夫娜

### 2007年
顾彬
乌里希·考茨
罗梅君

### 2009年
陈国坚
鲍拉·贝利万诺娃
葛浩文
罗伯特·劳伦斯·库恩
陈达枢
金昌植

### 2011年
狄伯杰
施舟人
饭冢容
约翰·奈斯比特
潘世勋

### 2012年
克罗缇达
莫芝宜佳
金胜一
达西安娜·菲萨克
理查德·雷文
约瑟夫V·里德

### 2013年
兰乔第
陈安娜
穆赫森·赛义德·法尔加尼
马豪恩
傅高义
杨兆骥

### 2014年
贝尔纳·布里塞
费德里克·马西尼
周海伦
吉姆·克齐泽
山田真史
弗拉蒂斯拉夫·巴亚茨
康达维
莉亚娜·阿尔索夫斯卡
墨普德
沙博理

### 2015年
马克林
梅约翰
李莎
程抱一
白乐桑
施寒微
伊维德
西昆·本伟莱
其米德策耶
阿达姆·马尔沙维克
列·谢·彼列洛莫夫
黑山
安赫尔·费尔南德斯·菲尔默塞耶
罗伯特·巴恩施
艾恺

## 青年成就奖

### 2015年
艾哈迈德·赛伊德
杜光民
宗博莉·克拉拉
萨米尔
艾瑞克·阿布汉森